# Tjärnen (Östra Ämterviks socken, Värmland)
Tjärnen är en sjö i Sunne kommun i Värmland och ingår i Göta älvs huvudavrinningsområde.